# Had Kourt
Had Kourt (en arabe : حد كورت) ex-caserne des colons français, est une ville du nord du Maroc. Elle est située dans la région de Rabat-Salé-Kénitra. Actuellement, la ville est située à environ 5 km de la montagne au pied de laquelle coule une source d'eau pure "Ain Oisif" et dont le sommet présente une grotte avec une vue panoramique sur toute la région et des monuments de la période romaine.
Had Kourt tire son nom d'une montagne "Jabal Kourt" où le souk régional battait son plein le dimanche "حد". En fait, il s'agit de Had koura كورة qui a été transformé par abus de langage en "kourt" à cause des transcriptions sur les cartes topographiques établies par les colons français.

## Socio-économie

### Société
Il n'est pas difficile de s'installer à Had Kourt car la composition des habitants est un "melting-pot " de familles arrivant des quatre coins du Maroc. Le pouvoir d'achat est faible, mais le coût de la vie est moins cher que les grandes villes. Cependant, les moyens de distraction sont presque absents. Les passe-temps de la majorité de la population sont les cafés, le football de proximité (reconnu par Fédération royale marocaine de football), un parc récent. Souvent, la chaleur humaine et les contacts faciles remplacent ce manque. Comme dans la majorité des petits centres au Maroc, les relations entre filles et garçons hors mariage sont interdites et souvent clandestines. Les distractions des festivités reposent essentiellement sur la musique populaire Al ghayta et Al hayte souvent accompagnées de t'bourida = fantasia qui regroupe plusieurs associations de cavaliers venant de différentes régions du Maroc. Des groupes modernes ont commencé à voir le jour ces dernières décennies.

### Terres
À Had kourt, du sommet de la kachla (caserne abandonnée par les colons), on voit des plaines immenses destinées, au moment du protectorat, à la production du blé suivant la politique française qui consiste à faire du Maroc un réservoir de blé. Vingt ans après l'indépendance, Had kourt s'engage dans une agriculture diversifiée comprenant celle de l’industrie (tournesol).
La majorité des habitants de Had kourt sont des fonctionnaires de l'État et des agriculteurs qui possèdent moins de 5 hectares de terre. Par contre, une minorité appelée Alaâyane الأعيان ou "les Notables" accaparent la majorité des terres.
Il y a aussi les terres de la J'maâa ou soulalia (terres collectives appartenant aux tribus), sources de problèmes et litiges continues entre les tribus d'une part et l'État d'autre part qui veut faire mainmise sur ces terres au profit de certains privilégiés notamment les Aâyane, leurs fils et les militaires. Actuellement, ces litiges ont disparu grâce à la politique de partages et immatriculation des terres. Cependant, Had kourt n'a bénéficié que partiellement de cet avantage étant donné que les terres collectives étaient déjà en grande partie entre les mains du gouvernement sans le consentement des tribus ou à vrai dire par corruption des délégués. 
Les terres du domaine de l'État sont assez vastes non arables et au service de l'État, mais mal exploitées voire inexploitées si on tient compte du fait que ces terres ont été cédées à très bas prix aux particuliers pour habitat et immobilier, ce qui est non conforme aux règlements qui préconisent que ces terres soient destinées au service d’intérêt public.
Au centre de Had Kourt appelé aussi la Kachla, se concentre le petit commerce de détail servant essentiellement les fonctionnaires. Une bonne partie des habitants de Had Kourt continue à s'approvisionner au souk hebdomadaire qui bat son plein le dimanche.

### Eau
Had kourt manque d'eau. L'oued Sebbab est presque sec et très pollué par les eaux usées. La nappe de "Ain oisif" est insuffisante et destinée pour les villages avoisinants. Les terres sont non irriguées et les agriculteurs attendent chaque année les précipitations dans une situation tragique, car les pluies peuvent manquer. L'eau potable est apportée par une longue canalisation depuis la ville de Méchrâa Bel Ksiri. Cependant, dans le futur proche (estimation 2025), Had Kourt bénéficiera des eaux du barrage qui sera installé près de Jorf EL Melha. Déjà un barrage collinaire à Oued Attine est mis en place. 

### Forêts
Après le départ des colons, Had kourt était plein d'arbres de différentes espèces, plus de 25, mais l'eucalyptus dominait de loin les autres. Actuellement, la majorité des arbres sont abattus. Même la forêt d'eucalyptus appelé forêt de Gueddar, est attaquée par une invasion irréfléchie par la commune pour la transformer en nouveau souk, terrain et d'autres plans vont venir. En fait, les J'maâa revendiquent le revenu de la forêt, car elle est plantée sur leur terre. En se débarrassant de cette forêt par l'implantation de projet d'intérêt public, le conflit sera dissout à jamais. Malheureusement, il n'y a aucune forêt de substitution dans le proche et moyen avenir.
Une autre forêt appelée forêt kachla, est menacée : plus du tiers a disparu et des constructions en béton ont remplacé les arbres d’eucalyptus. Un terrain destiné normalement à planter des eucalyptus pour élargir la forêt de Gueddar est actuellement une carrière de sable et de pierres même s'il est sous la tutelle du ministère des eaux et forêts. En même temps, comme cité ci-dessus, la forêt de Gueddar est en voie de disparition.

## Climat
Le climat de Had kourt est semi-aride. L'été est chaud avec des températures élevées pouvant atteindre 40oC. L'hiver est frais avec des températures qui peuvent atteindre 8oC . Le vent "chergui" qui souffle de l'est (d'où son nom) est très chaud et constitue une grande menace pour les aînés, les enfants et les malades. À Had Kourt poussent des plantes caractéristiques des zones arides telles que les cactus (Cactaceae spécialement : Opuntia monacantha) , le jujubier (ziziphus lotus), l'eucalyptus et d'autres qui caractérisent les climats sub-humides tels que blé, orge, etc.

## Art culinaire
Had kourt est connu, dans toute la région Rabat-Salé-Kénitra et même plus loin par la qualité de sa kefta (viande hachée) grâce à la qualité de la viande produite par la famille el habbari et la composition secrète de ses épices héritée de père en fils.
Les meilleurs repas appréciés, après la fameuse kefta, sont le méchoui (agneau cuit sur un feu de bois doux), le couscous, r'ziza (sorte de spaghetti fin et tendre arrosé avec une sauce épicée spéciale), le méloui (sorte de pain sous forme de ruban de pâte roulée, aplatie, ensuite cuite au four) et la harcha (pain de semoule spécial. La bastila بسطيلة est un repas de luxe préparé pour les fêtes à partir de plusieurs ingrédients chers au Maroc tels que le miel, les amandes, les arachides, la viande, la cannelle, etc., le tout est farci dans une pastilla et cuit au four.

## Légende
- Abdelkader Jilali (Jilani):

Au sommet de Jabal Kourt (ou koura) et aussi "Jabal Moulay Abdelkader" est installé Moulay Abdelkader Jilali (ou Jilani) qui est venu de l'Irak. C'est un soufi autour duquel on raconte plusieurs légendes. La plus célèbre est qu'il communiquait avec ses élèves de Baghdad à distance et qu'il pouvait aller dans la grotte qui se terminerait à El Bassorah. Aussi, il avait la capacité de sauter d'une montagne à une autre en frappant avec sa canne sur le sol.
- Lala Aicha Al Garnia:

Selon la légende, Lala Aicha est une sainte qui a été jetée dans un puits. Heureusement pour elle, il y avait là-dedans une corne (en arabe "garne" d'où son nom) qu'elle a utilisée pour creuser sur le bord du puits des trous servant d'appuis. Elle est considérée - selon certains- une femme militante contre les colons. Mais en même temps, la légende raconte qu'elle utilisait les jennys الجن -créatures invisibles dotées de pouvoir extraordinaire- pour aider un Caïd (haut fonctionnaire à l'époque du protectorat). Sa tombe, transformée en marabout et cimetière, est actuellement abandonnée.  